# Мэнн, Теренс
Те́ренс Стэ́нли Мэнн (англ. Terance Stanley Mann; род. 18 октября 1996 года в Бруклине, штат Нью-Йорк, США) — американский профессиональный баскетболист, выступающий в Национальной баскетбольной ассоциации за команду «Бруклин Нетс». Играет на позициях атакующего защитника и лёгкого форварда. На студенческом уровне выступал за команду университета штата Флорида «Флорида Стэйт Семинолз». На драфте НБА 2019 года он был выбран под сорок восьмым номером командой «Лос-Анджелес Клипперс».

## Профессиональная карьера

### Лос-Анджелес Клипперс (2019—2025)
Мэнн был выбран под 48-м номером на драфте НБА 2019 года клубом «Лос-Анджелес Клипперс». 9 июля 2019 года он подписал с Клипперс контракт, рассчитанный на 4 года. 24 октября Мэнн дебютировал в НБА, выйдя со скамейки запасных, и собрал 1 подбор за 4 минуты в победе над «Голден Стэйт Уорриорз» со счётом 141—122. 30 октября он набрал 4 очка за 10 минут в поражении от клуба «Юта Джаз» со счётом 96—110. 14 ноября впервые вышел в стартовом составе и набрал 5 очков в поражении от «Нью-Орлеан Пеликанс» со счётом 127—132. В заключительном матче регулярного сезона Мэнн установил личный рекорд результативности, набрав 25 очков, в победе над клубом «Оклахома-Сити Тандер» со счётом 107—103.
Во время полуфинала Западной конференции 2021 года, когда Кавай Леонард получил травму, Манн был поставлен в стартовый состав. В 6-й игре Манн набрал максимальные в карьере 39 очков, реализовав 7 из 10 бросков с трехочковой дистанции, и помог одержать победу со счетом 131-119, отыгрывав 25-очковое отставание и впервые в истории клуба выведя «Клипперс» в финал Западной конференции.
15 января 2023 года Манн набрал максимальный за сезон 31 очко в победе над «Хьюстон Рокетс» со счетом 121:100.
27 сентября 2024 года Манн подписал с «Клипперс» трехлетний контракт на сумму 47 миллионов долларов.

### Атланта Хокс (2025)
6 февраля 2025 года Мэнн и Боунс Хайленд были обменены в «Атланту Хокс» на защитника Богдана Богдановича и три драфт-пика второго раунда. 26 февраля 2025 года Мэнн набрал 13 очков, 4 подбора и 4 передачи, выйдя на замену в проигранном со счетом 109:131 матче против «Майами Хит». 10 марта 2025 года Мэнн проведет одну из своих лучших игр в составе «Хокс», в которой он набрал 19 очков, а также 6 подборов и 4 передачи за 33 минуты игры со скамейки запасных в победе со счетом 132:123 над «Филадельфией Севенти Сиксерс».13 апреля 2025 года, во время последней игры регулярного сезона, Мэнн впервые вышел в стартовом составе за «Хокс» и набрал 19 очков, 4 передачи и 3 подбора в победе со счетом 117:105 над «Орландо Мэджик».

### Бруклин Нетс (2025—настоящее время)
25 июня 2025 года Шэмс Чарания из ESPN сообщил, что «Селтикс», «Атланта Хокс» и «Бруклин Нетс» договорились о трехсторонней сделке, в рамках которой Порзингис и выбор во втором раунде перейдут в «Атланта Хокс», Джорджес Нианг и выбор во втором раунде драфта — в «Селтикс», а Мэнн и 22-й выбор в драфте НБА 2025 года — использованный для выбора Дрейка Пауэлла — в «Нетс». Сделка была официально проведена 7 июля.

## Карьера руководителя
4 апреля 2025 года Манн был нанят на должность помощника генерального менеджера своей альма-матер, Университета штата Флорида, под руководством нового главного тренера Люка Лукса.

## Статистика

### Статистика в НБА
| Сезон                                                                                    | Команда  | Регулярный сезон | Регулярный сезон | Регулярный сезон | Регулярный сезон | Регулярный сезон | Регулярный сезон | Регулярный сезон | Регулярный сезон | Регулярный сезон | Регулярный сезон | Регулярный сезон | Серия плей-офф | Серия плей-офф | Серия плей-офф | Серия плей-офф | Серия плей-офф | Серия плей-офф | Серия плей-офф | Серия плей-офф | Серия плей-офф | Серия плей-офф | Серия плей-офф |
| Сезон                                                                                    | Команда  | GP               | GS               | MPG              | FG%              | 3P%              | FT%              | RPG              | APG              | SPG              | BPG              | PPG              | GP             | GS             | MPG            | FG%            | 3P%            | FT%            | RPG            | APG            | SPG            | BPG            | PPG            |
| ---------------------------------------------------------------------------------------- | -------- | ---------------- | ---------------- | ---------------- | ---------------- | ---------------- | ---------------- | ---------------- | ---------------- | ---------------- | ---------------- | ---------------- | -------------- | -------------- | -------------- | -------------- | -------------- | -------------- | -------------- | -------------- | -------------- | -------------- | -------------- |
| 2019/20                                                                                  | Клипперс | 41               | 6                | 8,8              | 46,8             | 35,0             | 66,7             | 1,3              | 1,3              | 0,3              | 0,1              | 2,4              | 13             | 0              | 2,1            | 40,0           | 0,0            | -              | 0,5            | 0,1            | 0,1            | 0,0            | 0,3            |
| 2020/21                                                                                  | Клипперс | 67               | 10               | 18,9             | 50,9             | 41,8             | 83,0             | 3,6              | 1,6              | 0,4              | 0,2              | 7,0              | 19             | 6              | 19,9           | 51,9           | 43,2           | 71,4           | 2,7            | 0,7            | 0,5            | 0,3            | 7,6            |
| 2021/22                                                                                  | Клипперс | 81               | 33               | 28,6             | 48,4             | 36,5             | 78,0             | 5,2              | 2,6              | 0,7              | 0,3              | 10,8             | Не участвовал  | Не участвовал  | Не участвовал  | Не участвовал  | Не участвовал  | Не участвовал  | Не участвовал  | Не участвовал  | Не участвовал  | Не участвовал  | Не участвовал  |
| 2022/23                                                                                  | Клипперс | 81               | 36               | 23,1             | 51,9             | 38,9             | 78,0             | 3,4              | 2,3              | 0,5              | 0,3              | 8,8              | 5              | 0              | 26,6           | 57,6           | 47,4           | 66,7           | 3,2            | 2,2            | 0,8            | 0,2            | 10,6           |
| 2023/24                                                                                  | Клипперс | 75               | 71               | 25,0             | 51,5             | 34,8             | 83,2             | 3,4              | 1,6              | 0,6              | 0,2              | 8,8              | 6              | 6              | 31,2           | 41,3           | 45,5           | 100,0          | 5,0            | 1,8            | 0,0            | 0,0            | 9,3            |
|                                                                                          | Всего    | 345              | 156              | 22,3             | 50,3             | 37,3             | 79,3             | 3,6              | 1,9              | 0,5              | 0,2              | 8,2              | 43             | 12             | 16,9           | 50,0           | 43,8           | 75,6           | 2,4            | 0,9            | 0,3            | 0,1            | 6,0            |
| Наведите курсор мыши на аббревиатуры в заголовке таблицы, чтобы прочесть их расшифровку. |          |                  |                  |                  |                  |                  |                  |                  |                  |                  |                  |                  |                |                |                |                |                |                |                |                |                |                |                |

### Статистика в Джи-Лиге
| Сезон                                                                                    | Команда                | Регулярный сезон | Регулярный сезон | Регулярный сезон | Регулярный сезон | Регулярный сезон | Регулярный сезон | Регулярный сезон | Регулярный сезон | Регулярный сезон | Регулярный сезон | Регулярный сезон | Серия плей-офф | Серия плей-офф | Серия плей-офф | Серия плей-офф | Серия плей-офф | Серия плей-офф | Серия плей-офф | Серия плей-офф | Серия плей-офф | Серия плей-офф | Серия плей-офф |
| Сезон                                                                                    | Команда                | GP               | GS               | MPG              | FG%              | 3P%              | FT%              | RPG              | APG              | SPG              | BPG              | PPG              | GP             | GS             | MPG            | FG%            | 3P%            | FT%            | RPG            | APG            | SPG            | BPG            | PPG            |
| ---------------------------------------------------------------------------------------- | ---------------------- | ---------------- | ---------------- | ---------------- | ---------------- | ---------------- | ---------------- | ---------------- | ---------------- | ---------------- | ---------------- | ---------------- | -------------- | -------------- | -------------- | -------------- | -------------- | -------------- | -------------- | -------------- | -------------- | -------------- | -------------- |
| 2019/20                                                                                  | Агуа-Кальенте Клипперс | 20               | 20               | 35,0             | 53,2             | 32,7             | 77,8             | 8,8              | 5,7              | 1,2              | 0,4              | 15,4             | Не участвовал  | Не участвовал  | Не участвовал  | Не участвовал  | Не участвовал  | Не участвовал  | Не участвовал  | Не участвовал  | Не участвовал  | Не участвовал  | Не участвовал  |
|                                                                                          | Всего                  | 20               | 20               | 35,0             | 53,2             | 32,7             | 77,8             | 8,8              | 5,7              | 1,2              | 0,4              | 15,4             | Не участвовал  | Не участвовал  | Не участвовал  | Не участвовал  | Не участвовал  | Не участвовал  | Не участвовал  | Не участвовал  | Не участвовал  | Не участвовал  | Не участвовал  |
| Наведите курсор мыши на аббревиатуры в заголовке таблицы, чтобы прочесть их расшифровку. |                        |                  |                  |                  |                  |                  |                  |                  |                  |                  |                  |                  |                |                |                |                |                |                |                |                |                |                |                |

### Статистика в NCAA
| Сезон | Команда       | Conf  | Class | GP  | GS  | MPG  | FG%  | 3P%  | FT%  | RPG | APG | SPG | BPG | PPG  |
| --- | ------------- | ----- | ----- | --- | --- | ---- | ---- | ---- | ---- | --- | --- | --- | --- | ---- |
| 2015/16 | Флорида Стэйт | ACC   | FR    | 34  | 0   | 17,0 | 58,4 | 30,8 | 45,8 | 3,7 | 0,9 | 0,6 | 0,2 | 5,2  |
| 2016/17 | Флорида Стэйт | ACC   | SO    | 35  | 34  | 25,0 | 57,6 | 30,4 | 66,3 | 4,5 | 1,7 | 1,0 | 0,2 | 8,4  |
| 2017/18 | Флорида Стэйт | ACC   | JR    | 34  | 31  | 29,2 | 56,8 | 25,0 | 65,5 | 5,4 | 2,6 | 0,9 | 0,3 | 12,6 |
| 2018/19 | Флорида Стэйт | ACC   | SR    | 37  | 36  | 31,7 | 50,5 | 39,0 | 79,0 | 6,5 | 2,5 | 0,7 | 0,3 | 11,4 |
| Всего | Всего         | Всего | Всего | 140 | 101 | 25,9 | 55,2 | 32,7 | 67,0 | 5,1 | 1,9 | 0,8 | 0,2 | 9,4  |
| Наведите курсор мыши на аббревиатуры в заголовке таблицы, чтобы прочесть их расшифровку Статистика приведена с сайта sports-reference.com |               |       |       |     |     |      |      |      |      |     |     |     |     |      |